# Intelligenzminderung
Intelligenz ist definiert als die mit den kognitiven Möglichkeiten eines Menschen verbundenen geistigen Fähigkeiten in ihrer potenziellen und dynamischen Bedeutung. Der durchschnittliche IQ liegt per Definition bei 100. Im Bereich von 70 bis 84 spricht man von einer Lernbehinderung. Unter Intelligenzminderung (vergleichsweise geringerer Entwicklungsfortschritt), Intelligenzstörung oder Minderbegabung (vergleichsweise geringer Entwicklungsstand) versteht man eine sich in der Entwicklung manifestierende, stehengebliebene oder unvollständige Entwicklung der geistigen Fähigkeiten, mit besonderer Beeinträchtigung von Fertigkeiten, die zum Intelligenzniveau beitragen, wie zum Beispiel Kognition, Sprache und motorische sowie soziale Fähigkeiten.
Die Intelligenzminderung ist das Hauptsymptom einer geistigen Behinderung.
Veraltete und nicht mehr verwendete Synonyme sind Schwachsinn, Oligophrenie, Idiotie, Idiotismus, Imbezillität und Debilität, siehe hierzu Geistige Behinderung#Veraltete Bezeichnungen.

## Messung der Minderbegabung
Die Intelligenzminderung wird mit standardisierten Intelligenztests gemessen und in einem Intelligenzquotienten angegeben, dessen Mittelwert in Europa traditionell auf 100 Punkte mit einer Standardabweichung von 15 Punkten geeicht wird. Früher war es üblich einen Entwicklungsrückstand (bzw. Vorsprung) in Monaten anzugeben. In sehr jungem Kindesalter sind Entwicklungstests aussagekräftiger.

## Stufen der Intelligenzminderung
| IQ          | Prävalenz Bevölkerung | ICD-10 | Beschreibung                       | alte Begriffe        | Quellen     |
| ----------- | --------------------- | ------ | ---------------------------------- | -------------------- | ----------- |
| > 130       | 02 %                  |        | Hochbegabung                       |                      |             |
| 115–130     | 14 %                  |        | überdurchschnittlich intelligent   |                      | [ 1 ] [ 2 ] |
| 85–115      | 68 %                  |        | durchschnittlich                   |                      | [ 2 ]       |
| > 100 < 100 | 50 % 50 %             |        | Durchschnitt Median                |                      | [ 2 ]       |
| 70–84       | 14 %                  | F81    | Lernbehinderung                    | Grenzdebilität       | [ 1 ] [ 2 ] |
| 50–69       | 02,5 %                | F70    | leichte Intelligenzminderung       | Debilität            |             |
| 35–49       | 00,4 %                | F71    | mittelgradige Intelligenzminderung | Imbezillität         |             |
| 20–34       | 00,3 %                | F72    | schwere Intelligenzminderung       | schwere Imbezillität |             |
| < 20        | 00,04 %               | F73    | schwerste Intelligenzminderung     | Idiotie              |             |

Die WHO teilt in der ICD-10 (Kapitel V F70) Intelligenzminderung wie folgt ein:
leichte Intelligenzminderung
oder leichte geistige Behinderung, ICD-10 F70, IQ 50 bis 69. Personen mit einer leichten geistigen Behinderung können im Alter von 18 bis 19 Jahren das Niveau eines Grundschulabschlusses erreichen. Dies entspricht beim Erwachsenen etwa dem Intelligenzalter eines neun- bis zwölfjährigen Kindes. Prävalenz: 2,5 %. Intelligenzminderung geringer Ausprägung führt zu Schwierigkeiten im Aneignen von Kenntnissen sowie beim Handeln und Denken (bedingt durch Konzentrationsstörungen oder Gedächtnisschwäche), beschränktes Interesse und eine verzögerte intellektuelle Reife. Betroffene sind schulbildungsfähig, meist allerdings nur in Förderschulen für Lernbehinderte. Zusätzlich kann zur Intelligenzminderung noch eine soziale und emotionale Unreife hinzukommen, so dass die Betroffenen eigenständig den Anforderungen einer Ehe oder einer Kindererziehung nicht nachkommen können. Der früher verwendete Begriff war Debilität.
mittelgradige Intelligenzminderung
oder mittelgradige geistige Behinderung, ICD-10 F71, IQ 35 bis 49, das Intelligenzalter beträgt beim Erwachsenen sechs bis neun Jahre. Deutliche Entwicklungsverzögerung in der Kindheit. Adäquate Förderungsmöglichkeiten bieten Förderschulen für geistig Behinderte. Als Erwachsene können sie bei guter Förderung im geschützten Rahmen arbeiten, lesen und schreiben. Prävalenz: 0,4 %. Mittelgradige und schwere geistige Behinderung wurde früher auch als Imbezillität bezeichnet.
schwere Intelligenzminderung
oder schwere geistige Behinderung, ICD-10 F72, IQ 20 bis 34, das Intelligenzalter beim Erwachsenen beträgt drei bis unter sechs Jahre. Da betroffene Menschen nicht lesen oder schreiben lernen können, sind sie nicht schulbildungsfähig, meist aber im Rahmen einer Förderschule für geistig Behinderte förderungsfähig (lebenspraktisch bildbar). Dauernde Unterstützung ist notwendig. Prävalenz: 0,3 %. Einst wurde diese Art der Intelligenzminderung auch schwere Imbezillität genannt.
schwerste Intelligenzminderung
oder schwerste geistige Behinderung, ICD-10 F73, IQ unter 20, das maximale erreichbare Intelligenzalter liegt beim Erwachsenen unter drei Jahren. Beweglichkeit, Kontinenz und Sprachvermögen sind hochgradig eingeschränkt. Prävalenz: 0,04 %. Diese Art der Intelligenzminderung nannte man früher auch Idiotie.
geistige Behinderung ohne nähere Angaben
In der ICD-10-Klassifikation wird auch die Intelligenzminderung ohne nähere Angaben F79 aufgeführt. Sie soll nur dann kodiert werden, wenn z. B. wegen körperlicher Behinderung oder Verhaltensstörung kein Intelligenztest durchgeführt werden kann.